# Paraclius ovatus
Paraclius ovatus är en tvåvingeart som beskrevs av Van Duzee 1914. Paraclius ovatus ingår i släktet Paraclius och familjen styltflugor. Inga underarter finns listade i Catalogue of Life.